# Кэдэви, Кэрин
Кэрин Кэдэви (англ. Caryn Kadavy; 9 декабря 1967 года, Эри, США) — фигуристка из США, бронзовый призёр чемпионата мира 1987 года, серебряный призёр чемпионата США 1986 года, победительница турнира на призы газеты «Московские новости» 1985 года в женском одиночном катании. Участница Олимпийских игр 1988 года.
На Олимпийских играх 1988 года Кэрин Кэдэви была шестой после обязательной программы, но заболела и не закончила выступление. После Олимпиады перешла в профессионалы, выиграла многочисленные соревнования в этой категории и выступала ещё двадцать лет в ледовых шоу. Работала тренером по фигурному катанию в Эри.

## Спортивные достижения
| Соревнования/Сезоны              | 1984–85 | 1985–86 | 1986–87 | 1987–88 |
| -------------------------------- | ------- | ------- | ------- | ------- |
| Зимние Олимпийские игры          |         |         |         | WD      |
| Чемпионаты мира                  |         | 8       | 3       | 7       |
| Чемпионаты США                   | 3       | 2       | 3       | 3       |
| Skate Canada International       |         | 1       |         |         |
| Приз газеты «Московские новости» |         | 1       |         |         |

- * WD = Снялась с соревнования